# Argiolestes
Argiolestes is een geslacht van libellen (Odonata) uit de familie van de Argiolestidae.

## Soorten
Argiolestes omvat 13 soorten:
- Argiolestes alfurus Lieftinck, 1956
- Argiolestes amphistylus Lieftinck, 1949
- Argiolestes australis (Guérin-Méneville, 1832)
- Argiolestes celebensis Kalkman, 2007
- Argiolestes foja Kalkman, Richards & Polhemus, 2010
- Argiolestes macrostylis Ris, 1913
- Argiolestes muller Kalkman, Richards & Polhemus, 2010
- Argiolestes obiensis Lieftinck, 1956
- Argiolestes pallidistylus Selys, 1878
- Argiolestes roon Kalkman, Richards & Polhemus, 2010
- Argiolestes spungisi Kalnins, 2017
- Argiolestes tuberculiferus Michalski & Oppel, 2010
- Argiolestes zane Kalnins, 2014